# NGC 7261
NGC 7261 is een open sterrenhoop in het sterrenbeeld Cepheus. Het hemelobject werd op 5 oktober 1829 ontdekt door de Britse astronoom John Herschel.

## Synoniemen
- OCL 237